# Frederikssund (plaats)

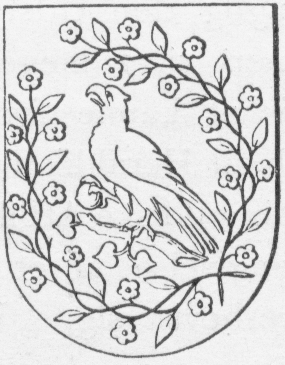
Het oude stadswapen

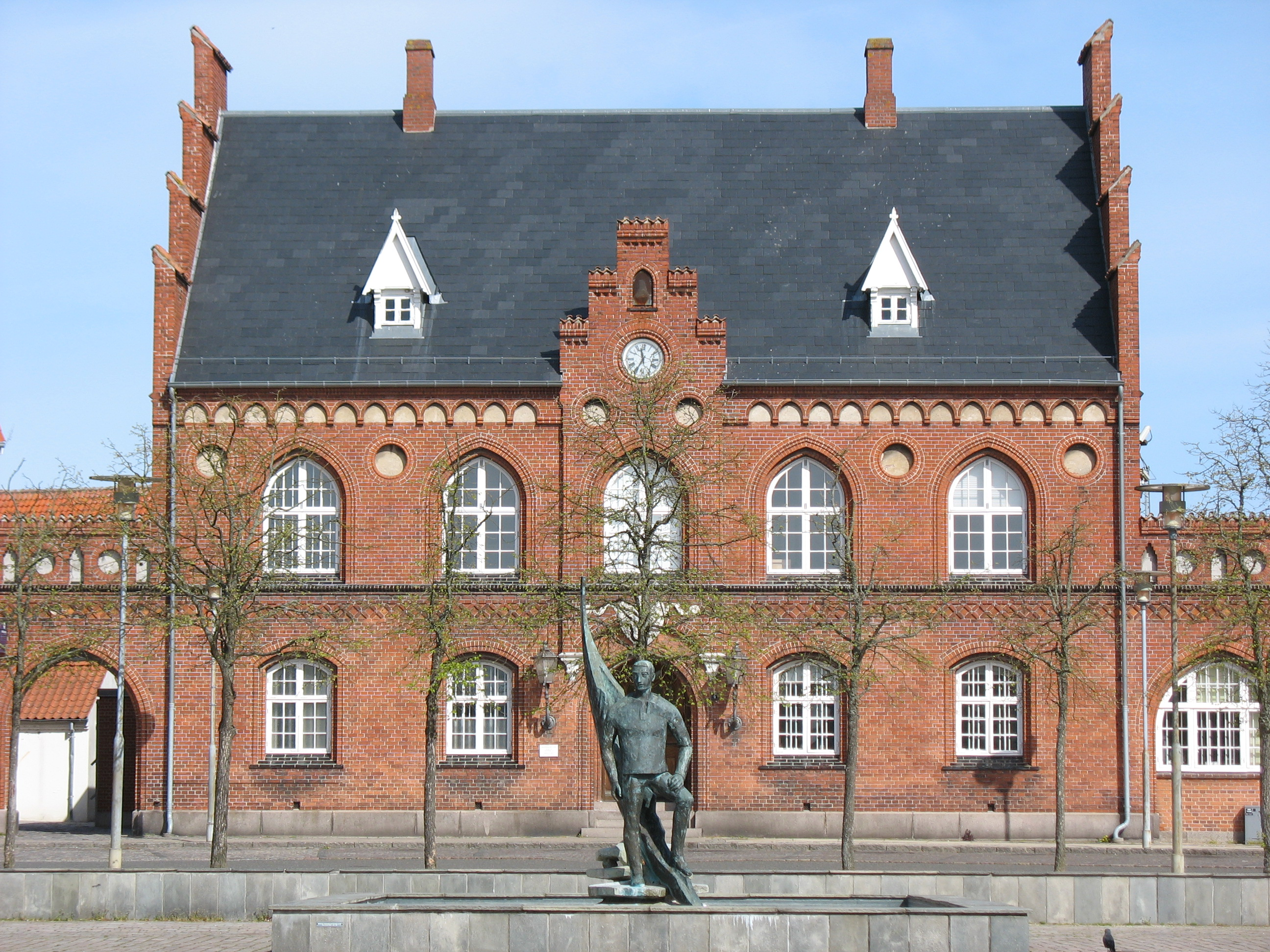
Het Raadhuis

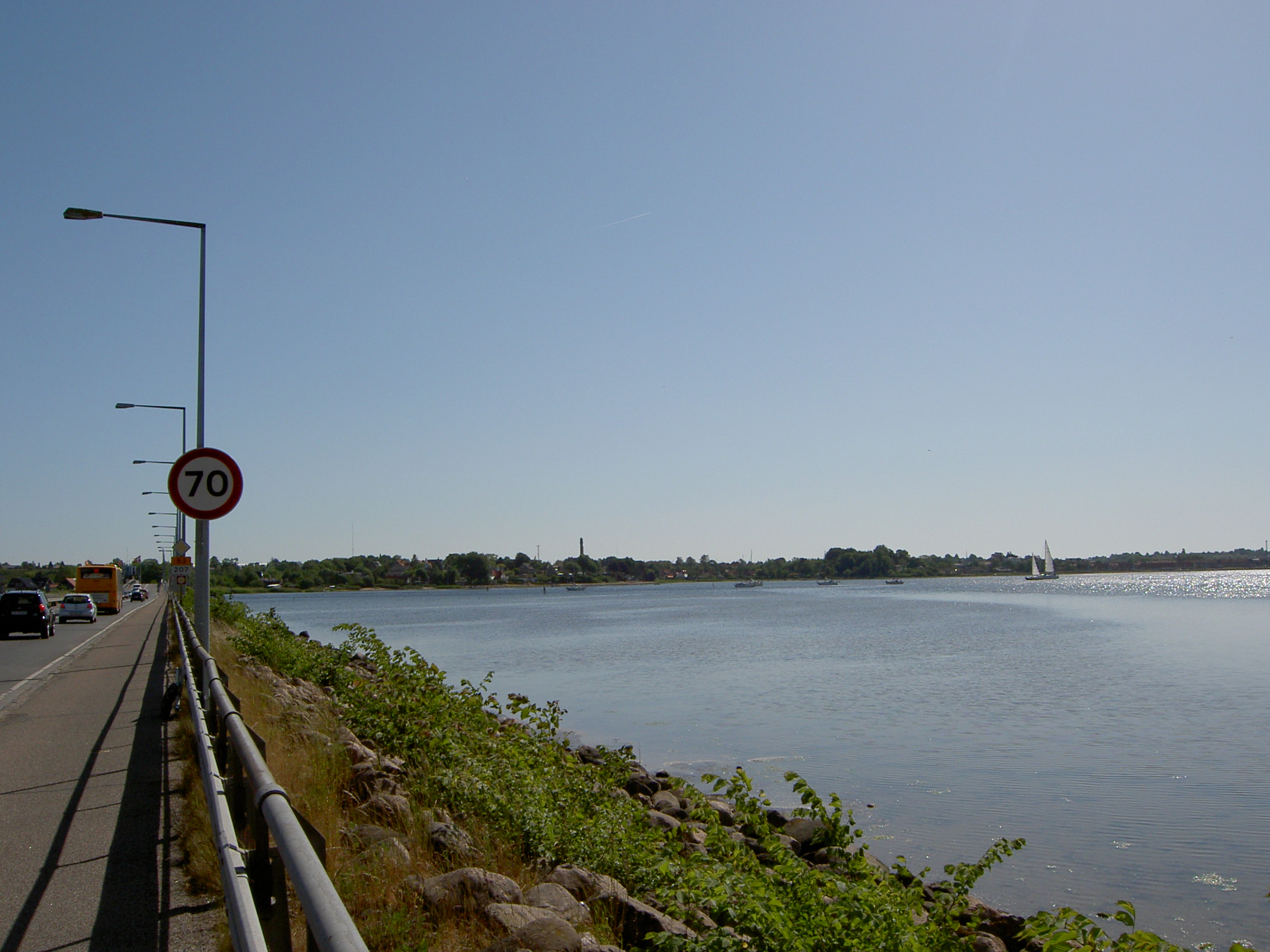
Frederikssund vanaf Kronprins Frederiks bro

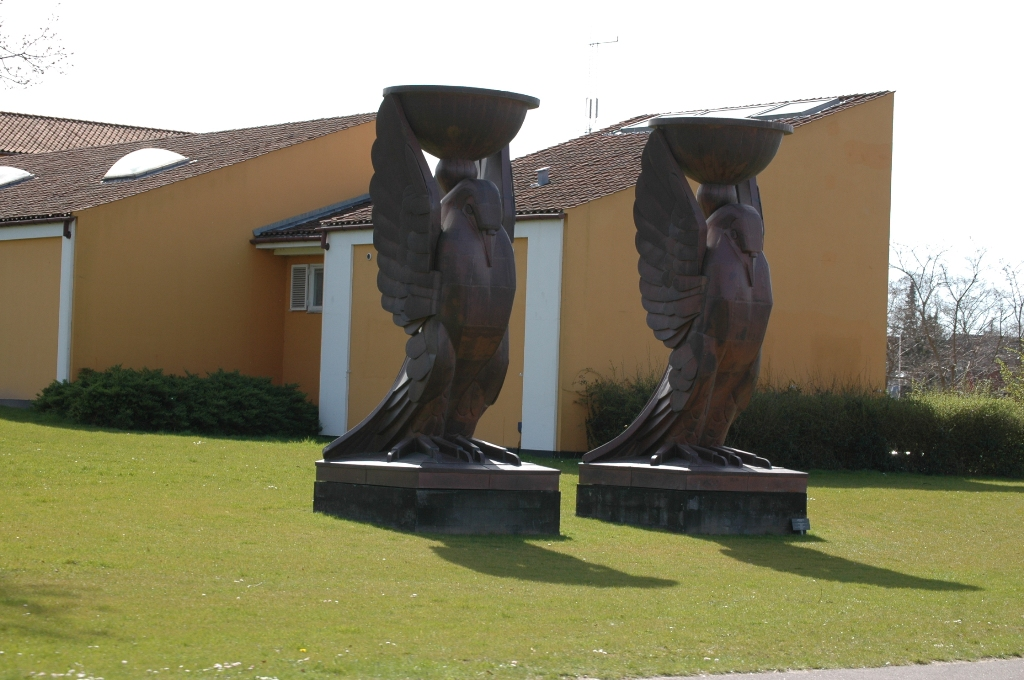
Het J.F. Willumsen museum

Frederikssund is de hoofdplaats van de gemeente Frederikssund. De plaats Frederikssund is vernoemd naar koning Frederik III van Denemarken en telt in 2008 15.115 inwoners.

## Ligging
Frederikssund ligt aan het Roskildefjord en bevindt zich in de region Hovedstaden. Het ligt ongeveer 50 kilometer ten noordwesten van Kopenhagen, 20 kilometer ten zuiden van Hillerød en 30 kilometer ten noorden van Roskilde.

## Geschiedenis
In de nabije omgeving van Frederikssund zijn archeologische vondsten gedaan die er op duiden dat het gebied al sinds de Steentijd bewoond was. De ontwikkeling van Frederikssund (toen Sundby Færge) begon in de twaalfde eeuw met de bouw van een kerk. Aan het begin van de 19e eeuw werd Frederikssund de belangrijkste stad in de omgeving en in 1879 kwam er een spoorwegverbinding tussen Frederikssund en Ballerup. Hierdoor ontwikkelde het dorpje zich tot een stad.

## Voorzieningen
Als hoofdplaats van de gemeente beschikt Frederikssund over verschillende voorzieningen. Dit zijn onder meer het J.F. Willumsens Museum (genoemd naar kunstenaar Jens Ferdinand Willumsen), een bibliotheek, een S-togstation, een busstation een ziekenhuis, een orthodontist en een autovrije winkelstraat. Ook is er een vestiging van sprogcenter (talencentrum) Nordsjælland waar migranten zich de Deense taal eigen kunnen maken.
Momenteel is men bezig naast het S-togstation een overdekt winkelcentrum aan te leggen.

## Toerisme
In Frederikssund bevindt zich de Vikingboplads (Vikingwoonplaats). Dit is een Vikingdorp waar vrijwilligers uit de omgeving Frederikssund als figuranten rondlopen. In de zomer worden hier Vikingspelen gehouden, waarbij een groter aantal vrijwilligers een toneelstuk opvoeren.
Vanaf Frederikssund is Jægerspris slot zowel per auto als per bus te bereiken.

## Openbaar vervoer
Frederikssund is met het openbaar vervoer goed te bereiken. Station Frederikssund is begin- en eindstation van lijn H (Frederikssund – Farum) van de S-tog, waarmee Kopenhagen binnen een uur te bereiken is.
Naast de S-tog vertrekken ook verschillende buslijnen vanaf Frederikssund station.
| Plaats                 | Buslijn        |
| ---------------------- | -------------- |
| Farum station          | 308E, 309      |
| Græse Bakkeby          | 301            |
| Helsinge station       | 319            |
| Hillerød               | 307, 325       |
| Kopenhagen Rådhusplads | 92N            |
| Kulhuse                | 322            |
| Roskilde               | 239, 229E, 98N |
| Skibby                 | 317, 318, 323  |
| Stenløse station       | 302            |

## Zustersteden
- Engeland - Ramsgate
- Zweden - Kumla
- Finland - Sibbo
- Noorwegen - Aurskog-Høland
- Spanje - Catoira

## Geboren
- Georg Achen (23 juli 1860), kunstschilder
- Mathias Boe (11 juli 1980), badmintonner
- Morten Messerschmidt (13 november 1980), politicus

- Gemeinsame Normdatei: 4213227-7
- Library of Congress Control Number: n84159419
- MusicBrainz: 3fe92f0c-364e-4205-bf5f-e17c4979ce93
- Nationale Bibliotheek van Israël: 987007539036305171
- Virtual International Authority File: 158328484
- WorldCat: E39PBJjXkjmdxMTTWbY8QGrXh3